# Cedar Lakes
Cedar Lakes är sjöar i Kanada.   De ligger i provinsen Ontario, i den sydöstra delen av landet, 700 km väster om huvudstaden Ottawa. Cedar Lakes ligger 547 meter över havet. De ligger vid sjön Brant Lake.
I omgivningarna runt Cedar Lakes växer i huvudsak blandskog. Trakten runt Cedar Lakes är nära nog obefolkad, med mindre än två invånare per kvadratkilometer.